# Ляби-хауз
Ляб-и Хауз (узб. Labi Hovuz / Лаби Ҳовуз, перс. لب حوض‎ [læbi hawz] — букв. «У пруда», «У хауза») — одна из центральных площадей города Бухары, архитектурный ансамбль, созданный в XVI — XVII веках. Площадь образована зданиями медресе Кукельдаш (Бухара), медресе Диван-Беги и ханаки Диван-Беги, сгруппированными вокруг водоема хауза Надир-Беги. Размеры ансамбля примерно 150 на 200 метров.
В Средние века Ляби-хауз был оживленной торговой площадью, этому способствовала близость к главной торговой улице с её торговыми куполами (один из них находится на расстоянии 200 м от площади) и крайняя скученность построек в Бухаре, так что Ляби-хауз был попросту одним из немногих открытых пространств.

## История
Первое сохранившееся сооружение на Ляби-хауз появилось в 1569-м году, когда сановник шейбанида Абдулла-хана II велел построить крупнейшее в Средней Азии медресе Кукельдаш. В 1619—1620 гг. по инициативе и на средства представителя узбекского рода арлат Надира Диван–беги, визиря при Имамкули-хане, на площади разбивается хауз и возводится ханака, получившая имя своего создателя. В 1623-м году тем же Надиром Диван-Беги возводится здание караван-сарая, затем превращенного в медресе Диван-Беги. В 20-е годы хауз чудом избежал осушения, проделанного с большинством остальных хаузов Бухары, которые рассматривались как источники заболеваний; главную роль в спасении хауза сыграла высокая художественная ценность ансамбля. В позднее время на площади был установлен памятник Ходже Насреддину.
Как и большинство хаузов города, Ляби-хауз был осушен, после Великой Отечественной войны из него сделали своеобразную спортивную арену — там проводились соревнования по волейболу и борьбе «кураш». В непосредственной близости от хауза в советское время располагались «Гастроном», ресторан «Бухара», кинотеатр «Комсомолец». В 1950-х годах произошел пожар в «Гастрономе», магазин выгорел дотла, воды в проходившем рядом арыке «Шахруд» для пожаротушения не хватило. После этого инцидента власти города решили заполнить хауз водой, а в конце 1950-х гг. по периметру хауза проложили трубу — сделали примитивный фонтан, который работает до настоящего времени.

## Расположение и планировка

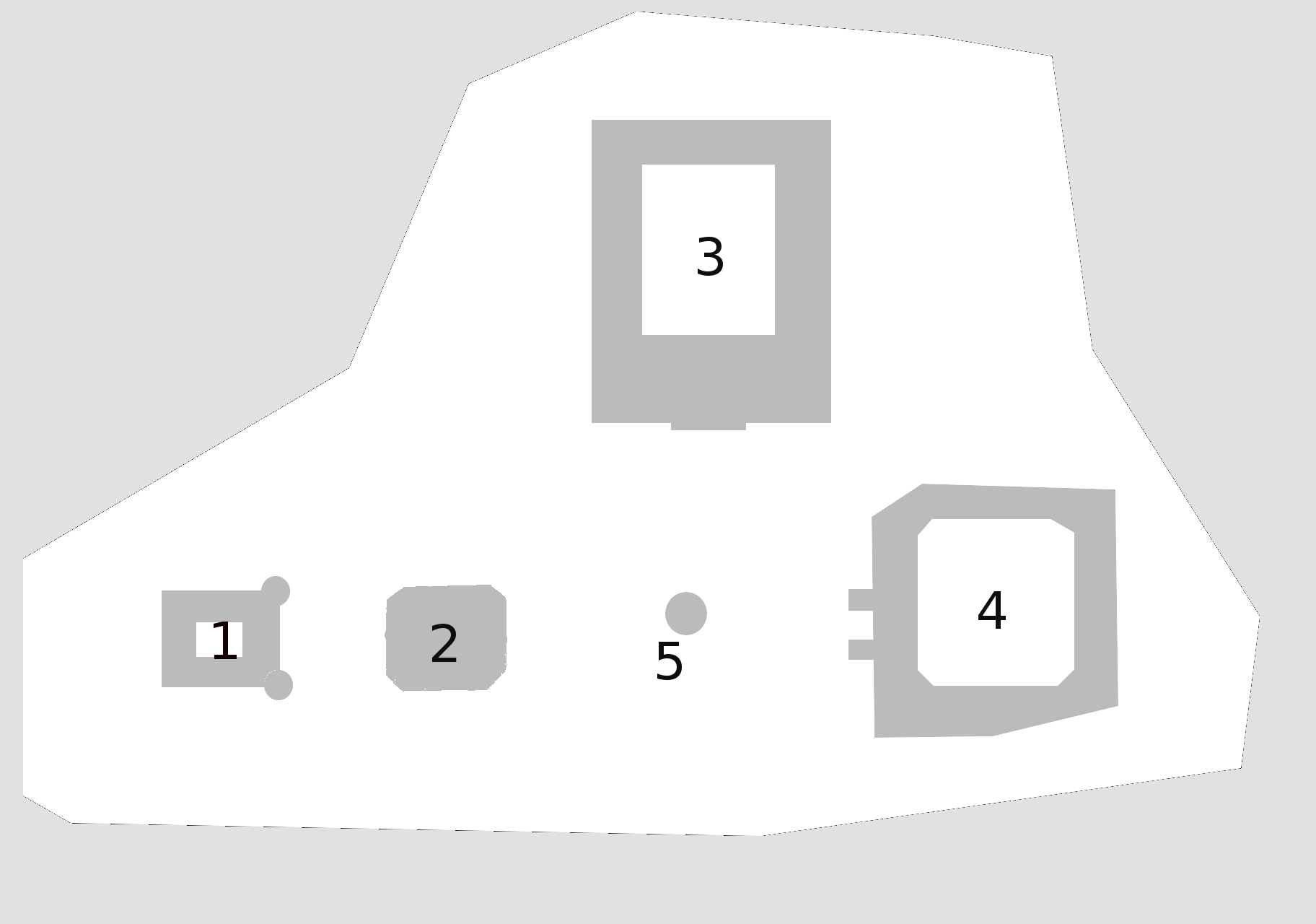
План комплекса Ляб-и хауз в Бухаре:
1 — ханака Диван-Беги; 2 — Боля-хауз; 3 — медресе Кукельдаш; 4 — медресе Диван-Беги; 5 — памятник Ходже Насреддину

Ансамбль Ляб-и хаус расположен в юго-восточной части шахристана Бухары, поблизости от центральной торговой улицы Бухар. Поблизости от Ляб-и хаус находятся Ток-и Тельпак Фурушон и караван-сарая Нугай.
Площадь представляет собой неправильный многоугольник, в восточной части которого находится медресе Диван-Беги, напротив него, на западной — ханака Диван-Беги; таким образом, они образуют кош. По центральной оси коша с запада находится Боля-хауз, а чуть восточнее — памятник Ходже Насреддину. Всю северо-восточную часть занимает внушительное медресе Кукельдаш.

## Архитектурные особенности

### Хауз Диван-Беги
Хауз, называющийся Диван-Беги, представляет собой водоем восьмиугольной формы размером 42 на 36 м и глубиной до 5 м. Стенки хауза образованы каменными ступенями. Водоем был способен вместить более 4 000 м3 воды, которая поступала из системы арыков, стока хауз не имел. В позднейшее время хауз был превращен в фонтан.

### Медресе Кукельдаш
В северной части площади находится медресе Кукельдаш. Это самое старое сооружение на площади, оно было построено в 1568—1569 гг. Кулбаба кукельдашем — близким сановником Абдулла-хана II. Медресе представляет собой прямоугольное сооружение размером 86 на 69 м и включает в себя мечеть, дарсхану (место для обучение) и 160 келий-худжр. Планировка медресе неудачная — из-за отсутствия внутренних порталов худжр во двор сооружение оставляет впечатление тесноты и нагромождения. Медресе выгодно отличается искусно выполненной отделкой куполов.

### Ханака Диван-Беги
Ханака была построена одновременно с хаузом в 1619—1620 гг. Надиром диванбеги, дядей и визирем Имамкули-хана. Ханака небольшая по размерам, крестообразная, с центральным купольным залом, вокруг которого в два этажа расположены худжры. По краям главного фасада расположены башенки, сам фасад украшен мозаикой, по бокам его нанесена вязь. Боковые фасады оформлены арочными входами и системами меньших арок.

### Медресе Диван-Беги
Медресе Диван-Беги находится в восточной части ляби-хауз, на одной оси с ханакой и хаузом. Медресе было построено в 1622—1623 гг. визирем Имамкули-хана Надиром диванбеги в качестве караван-сарая, но в дальнейшем было переоборудовано в медресе. Отличается планировкой, совершенно несхожей с типичной планировкой медресе — отсутствуют мечеть и лекционный зал. Фасад здания украшен мозаичным панно.